# Pernette
 (octobre 2023).
Si vous disposez d'ouvrages ou d'articles de référence ou si vous connaissez des sites web de qualité traitant du thème abordé ici, merci de compléter l'article en donnant les références utiles à sa vérifiabilité et en les liant à la section « Notes et références ».

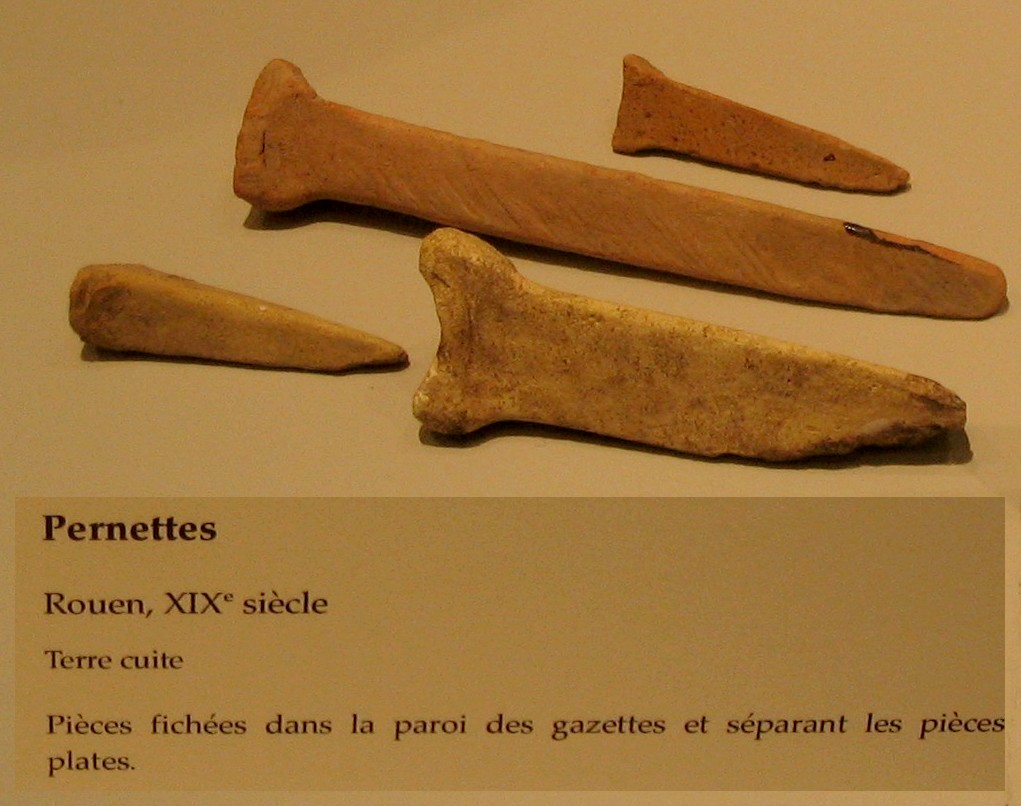
Pernettes triangulaires, XIXe siècle, Musée de la céramique de Rouen.

Une pernette est un support, généralement en argile réfractaire, qui permet d'éviter que les poteries ne se touchent dans le four durant la cuisson.
Les pernettes sont surtout utilisées dans le cas de poteries glaçurées, dont le revêtement en émail fusible risque de faire se coller les pièces entre elles.

## Historique
Les pernettes employées dans la céramique d'Islam prennent généralement la forme d'étoiles à trois branches. Leur extrémité en pointe laisse une trace non émaillée aux points de contact avec la pièce.

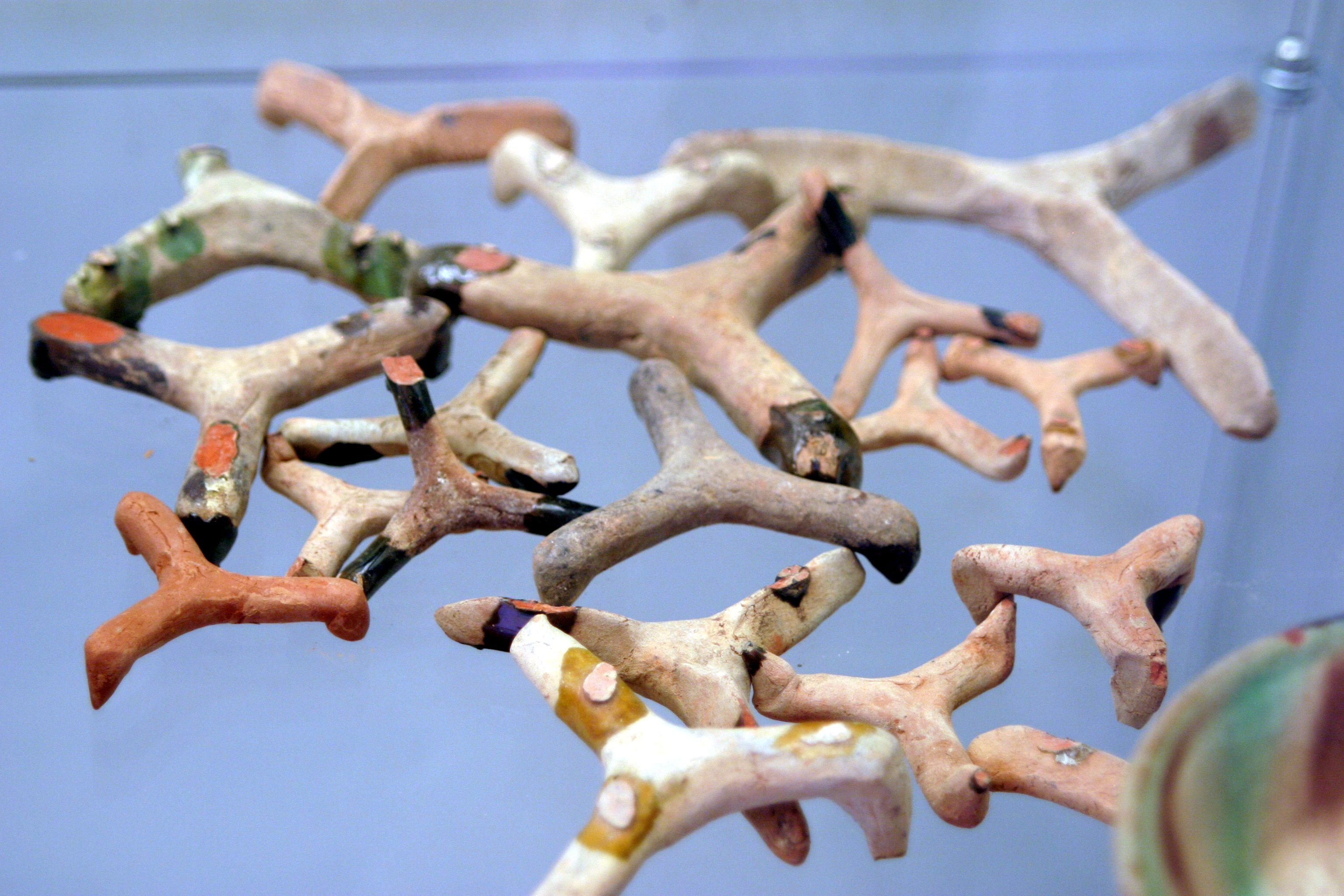
Pernettes tripodes d'origine arabe à l'Alcazaba de Malaga.
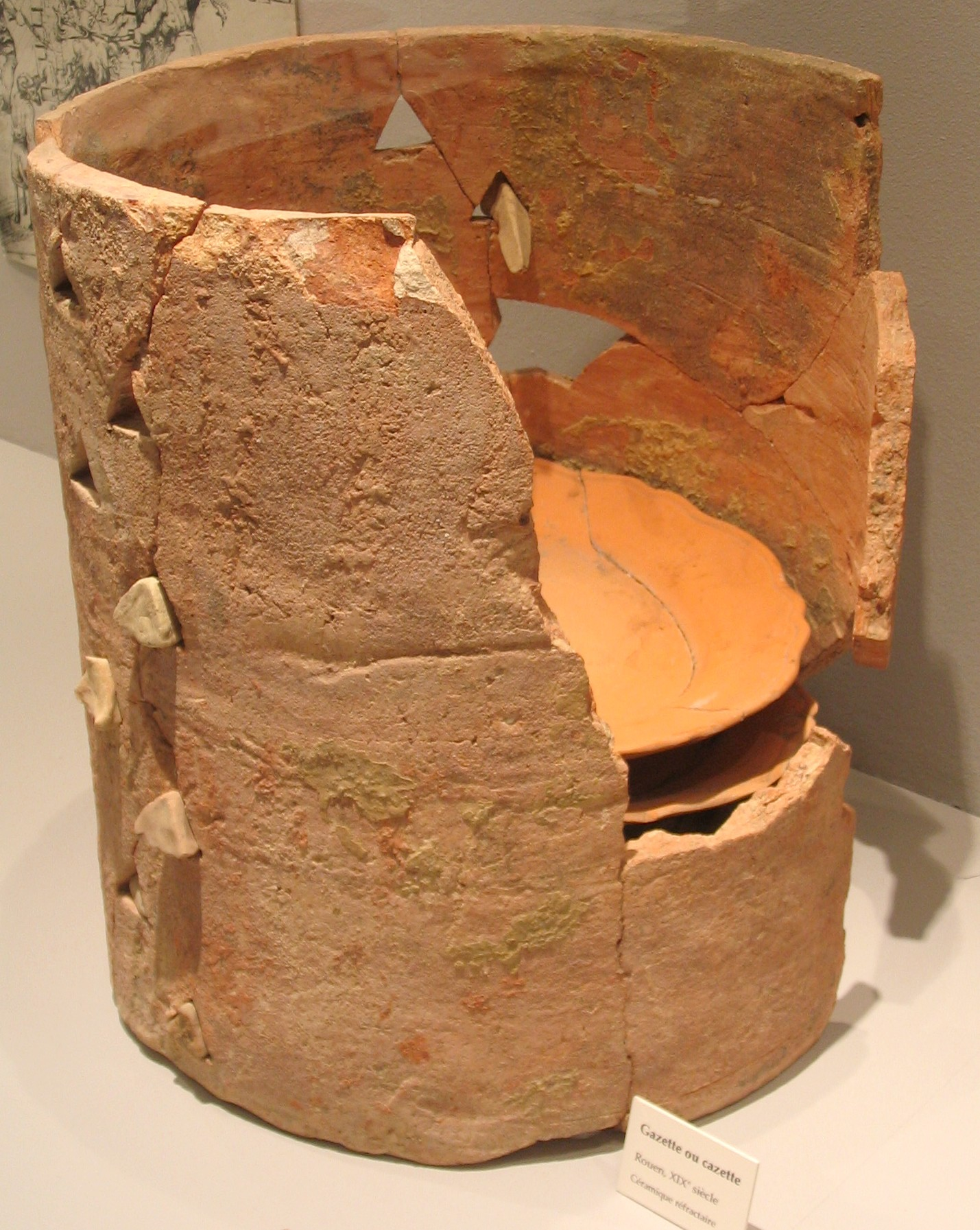
Pernettes fichées dans les trous triangulaires d'une casette, XIXe siècle, musée de la céramique de Rouen.